# Siniperca knerii
Siniperca knerii is een straalvinnige vissensoort uit de familie van zaagbaarzen (Percichthyidae). De wetenschappelijke naam van de soort is voor het eerst geldig gepubliceerd in 1912 door Garman.